# Pelarbjörk
Pelarbjörk eller pyramidbjörk (Betula pendula 'Fastigiata' eller Betula pendula var. pyramidalis), är en sort av växtarten vårtbjörk (Betula pendula). Pelarbjörkar har uppåtväxande, något skruvade grenar. Denna sort fördes till Sverige från Belgien år 1870 av plantskolan Simon-Louis Freres. Pelarbjörken har begränsad tillgång på den svenska marknaden.[källa behövs]